# Kijkoperatie
Een kijkoperatie was aanvankelijk alleen een diagnostische techniek om met endoscopie (via een niet-natuurlijke opening, anders wordt het geen operatie genoemd) te kijken in een hol orgaan (bijvoorbeeld buikholte of kniegewricht), om te zien of het nodig was over te gaan tot behandeling met een 'echte' operatie. Met het voortschrijden van de techniek bleek het ook mogelijk om instrumenten door de buis heen in de holte te brengen en daarmee in de holte te werken. De term kijkoperatie wordt ook voor dergelijke ingrepen gebruikt.
Voorbeelden zijn laparoscopie (in de buikholte kijken) en artroscopie (in een gewricht kijken). Galblaasoperaties, sterilisaties bij vrouwen, en appendectomie (het verwijderen van de blinde darm) worden tegenwoordig niet zelden laparoscopisch uitgevoerd. Voordelen zijn een sneller herstel en kleinere littekens, een nadeel is de vaak wat hogere moeilijkheidsgraad en daardoor langere duur van de operatie zelf.
Meestal wordt gebruikgemaakt van een aantal poorten die door prikgaatjes worden aangebracht. De gaatjes worden gemaakt met een trocart (troïcart): een of twee instrumentatiekanalen, een kijkbuis en een lichtbuis, en meestal wordt het te inspecteren lichaamsdeel wat opgeblazen (bijvoorbeeld met koolzuurgas) om wat ruimte te maken. Na de operatie worden de kleine sneetjes met een à twee hechtingen gesloten.
Sinds 2009 bestaat laparo-endoscopic single-site-chirurgie (LESS).
Met de LESS-techniek wordt geopereerd in de buikholte via één opening in plaats van 3, 4 of 5 openingen. De opening van 2 cm wordt meestal gemaakt ter hoogte van de navel. Hierbij blijft na verloop van tijd meestal geen enkel litteken over omdat het enige litteken wegvalt in de navel. De techniek is in principe toe te passen bij alle operaties die via de gewone laparoscopie uitgevoerd kunnen worden.
Ook andere plaatsen waar men niet direct een holte zou vermoeden blijken geschikt te zijn voor deze operatietechniek, zoals de rug en nek (hernia's of ruggenmergkanaal vernauwingen). Deze techniek wordt full-endoscopische discectomie of full-endoscopische kanaal verbreding genoemd.
Bijzonder specialistisch is de kijkoperatie bij afwijkingen en stoornissen van het hart. Hugo Vanermen staat hiervoor hoog aangeschreven.